# ویلیام فایف

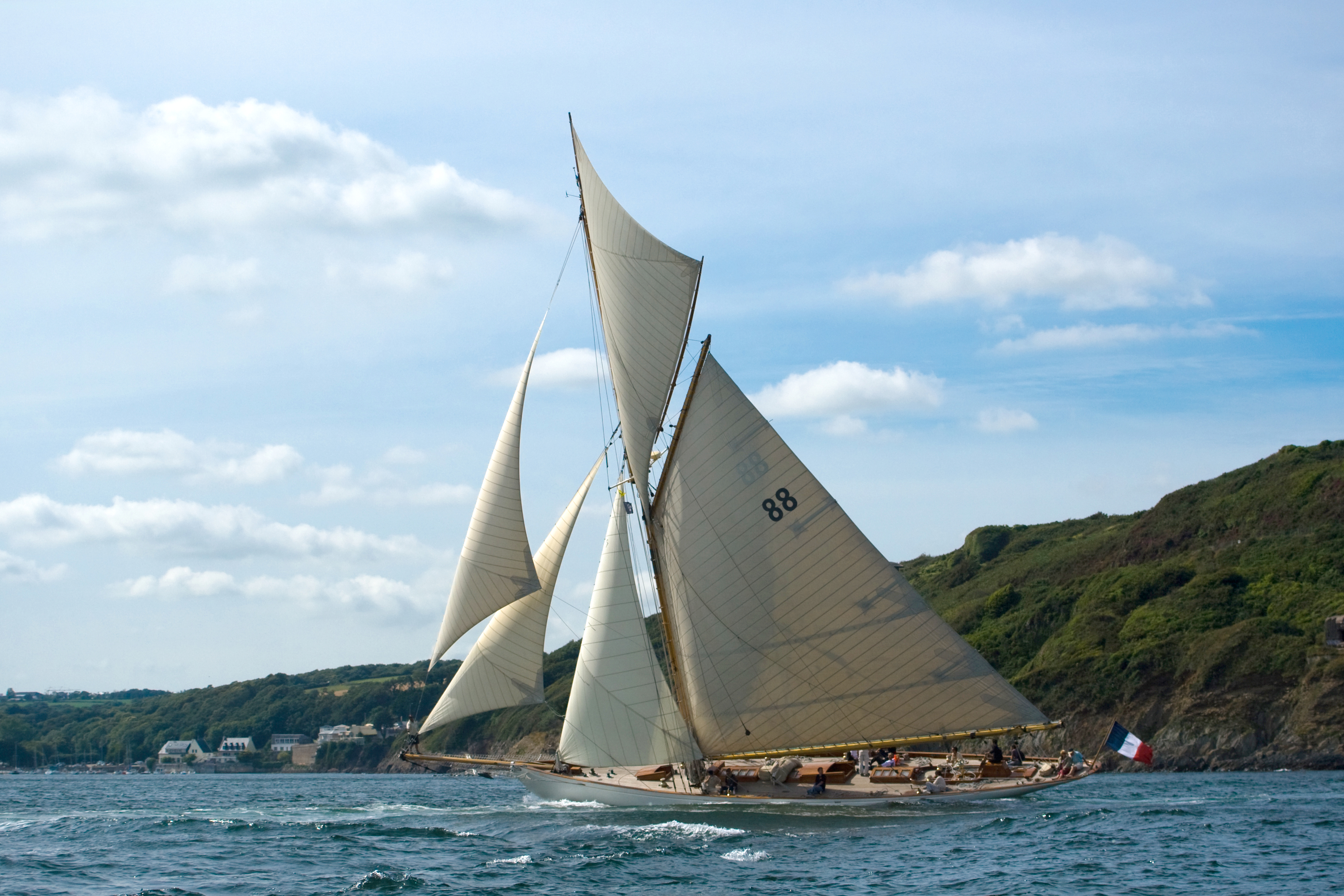
مون بیم از قایق‌های طراحی شده ویلیام فیف - ۱۹۰۳ میلادی

ویلیام فایف (انگلیسی: William Fife) (زاده ۱۵ ژوئن ۱۸۵۷ و درگذشته ۱۱ اوت ۱۹۴۴ مسلادی) مهندس دریانوردی اسکاتلندی و از افسران رتبه امپراتوری بریتانیا بود. او در زمینه طراحی کشتی‌ها و قایق‌های خصوصی فعالیت داشت.